# Andréi Chmil
Andréi Tchmil, Андрeй Чмиль (Jabárovsk, Rusia, 22 de enero de 1963), es un ciclista nacionalizado belga. Desarrolló su carrera profesional entre 1992 y 2002, en los equipos belgas GB y Lotto.
Clasicómano de gran talento, consiguió vencer en tres de los cinco "monumentos", es decir las clásicas más prestigiosas, además de en otras muchas carreras.
En 1997 consiguió el récord Ruban Jaune otorgado al ciclista más rápido en ganar una prueba de más de 200km, cuando ganó la París-Tours y desbancando del récord a Freddy Maertens.
Lo que más singulariza a este corredor es que ha pertenecido a cinco federaciones nacionales de modo consecutivo: Unión Soviética, Moldavia, Rusia, Ucrania, y por último Bélgica, tras haber adquirido su nacionalidad como ciudadano de este último país.
Se retiró del ciclismo profesional en 2002, tras verse forzado a terminar la campaña de clásicas de primaveras por culpa de una caída en los Tres días de La Panne. Desde entonces, ha estado involucrado con varios equipos ciclistas belgas, destacando su relación con el equipo Chocolade Jacques, del que fue director en 2003.
En 2006 fue nombrado ministro de deportes de Moldavia.
A partir de 2009 pasó a ser uno el director deportivo principal del equipo ciclista ruso Katusha, de categoría UCI ProTour.

## Palmarés
| 1987 - 1 etapa de la Vuelta a Colombia 1991 - G.P. Pino Cerami - París-Bourges - Campeonato de la Unión Soviética en Ruta 1994 - París-Roubaix - 3.º en la Copa del Mundo - Gran Premio de Plouay - E3-Prijs Harelbeke - 1 etapa de los Tres Días de La Panne - 1 etapa de la Vuelta a Burgos - 1 etapa de la Vuelta a Gran Bretaña 1995 - París-Camembert - Tour de Limousin, más 1 etapa - 2.º en la Copa del Mundo - 1 etapa de la Dauphiné Libéré - 1 etapa de la Vuelta a Burgos 1996 - Veenendaal-Veenendaal - 1 etapa de la París-Niza - 1 etapa de los Tres Días de La Panne - 1 etapa del Tour de Luxemburgo - 2 etapas de la Vuelta a Galicia 1997 - A Través de Flandes - Memorial Rik Van Steenbergen - París-Tours - Druivenkoers Overijse | 1998 - Trofeo Luis Puig - Kuurne-Bruselas-Kuurne - 1 etapa de la Vuelta a Burgos - 2 etapas de la París-Niza 1999 - Milán-San Remo - Copa del Mundo - 1 etapa de la París-Niza - 1 etapa del Tour de Valonia 2000 - Tour de Flandes - Coppa Sabatini - Bicicleta de Cristal - 2.º en la Copa del Mundo - Kuurne-Bruselas-Kuurne - 1 etapa de la Vuelta a Burgos 2001 - G.P. Bruno Beghelli - E3-Prijs Harelbeke 2002 - 1 etapa de la Vuelta a Bélgica |

## Resultados
Durante su carrera deportiva ha conseguido los siguientes puestos en Grandes Vueltas y carreras de un día.

### Grandes Vueltas
| Carrera | Carrera         | 1987 | 1988 | 1989 | 1990  | 1991 | 1992 | 1993  | 1994 | 1995 | 1996 | 1997 | 1998 | 1999 | 2000 | 2001 | 2022 |
| ------- | --------------- | ---- | ---- | ---- | ----- | ---- | ---- | ----- | ---- | ---- | ---- | ---- | ---- | ---- | ---- | ---- | ---- |
|         | Giro de Italia  | —    | —    | 93.º | 97.º  | —    | —    | 101.º | —    | —    | —    | —    | —    | —    | —    | —    | —    |
|         | Tour de Francia | —    | —    | —    | —     | —    | —    | —     | Ab.  | 71.º | 77.º | Fc.  | Ab.  | —    | —    | —    | —    |
|         | Vuelta a España | —    | —    | —    | 106.º | —    | —    | —     | —    | —    | —    | —    | Ab.  | Ab.  | —    | —    | —    |

### Clásicas y Campeonatos
| Omloop Het Nieuwsblad  | Omloop Het Nieuwsblad  | —  | — | —             | —             | 20.º          | 41.º  | 26.º          | 5.º           | 3.º           | 54.º   | 5.º           | 3.º           | 4.º           | 8.º   | 36.º          | 7.º           |               |               |
| Kuurne-Bruselas-Kuurne | Kuurne-Bruselas-Kuurne | —  | — | —             | —             | —             | 73.º  | X             | 11.º          | 9.º           | 8.º    | 8.º           | 1.º           | 3.º           | 1.º   | 27.º          | 76.º          |               |               |
|                        | Milán-San Remo         | —  | — | —             | —             | —             | —     | —             | '9.º'         | 14.º          | '10.º' | 49.º          | '5.º'         | 1.º           | 18.º  | 41.º          | '7.º'         |               |               |
| A Través de Flandes    | A Través de Flandes    | —  | — | —             | —             | —             | 27.º  | 27.º          | 12.º          | 13.º          | 61.º   | 1.º           | 3.º           | 9.º           | —     | 29.º          | 58.º          |               |               |
| E3 Harelbeke           | E3 Harelbeke           | —  | — | —             | —             | —             | 27.º  | 106.º         | 1.º           | —             | 9.º    | 9.º           | 9.º           | 2.º           | 11.º  | 1.º           | —             |               |               |
| Gante-Wevelgem         | Gante-Wevelgem         | —  | — | —             | 67.º          | 41.º          | 30.º  | 42.º          | '4.º'         | 31.º          | '9.º'  | '2.º'         | '4.º'         | '7.º'         | Ab.   | —             | —             |               |               |
|                        | Tour de Flandes        | —  | — | —             | —             | 65.º          | 23.º  | 11.º          | '3.º'         | '3.º'         | '6.º'  | '4.º'         | '3.º'         | '7.º'         | '1.º' | '9.º'         | —             |               |               |
| Scheldeprijs           | Scheldeprijs           | —  | — | —             | —             | —             | —     | —             | —             | —             | —      | 3.º           | —             | —             | —     | —             | —             |               |               |
|                        | París-Roubaix          | —  | — | —             | —             | 49.º          | 15.º  | 35.º          | '1.º'         | '2.º'         | '6.º'  | '4.º'         | 13.º          | '8.º'         | 24.º  | '8.º'         | —             |               |               |
| Flecha Brabanzona      | Flecha Brabanzona      | —  | — | 23.º          | —             | 8.º           | —     | 3.º           | 4.º           | 5.º           | 5.º    | —             | —             | —             | —     | —             | 16.º          |               |               |
| Amstel Gold Race       | Amstel Gold Race       | —  | — | —             | —             | 14.º          | —     | —             | 11.º          | 26.º          | '6.º'  | '8.º'         | '8.º'         | 19.º          | 11.º  | 17.º          | —             |               |               |
| Flecha Valona          | Flecha Valona          | —  | — | —             | —             | —             | —     | 20.º          | —             | —             | —      | —             | —             | —             | —     | —             | —             |               |               |
|                        | Lieja-Bastoña-Lieja    | —  | — | —             | —             | 64.º          | —     | 74.º          | 11.º          | 12.º          | —      | —             | 20.º          | 17.º          | 56.º  | 32.º          | —             |               |               |
| Bretagne Classic       | Bretagne Classic       | —  | — | —             | —             | —             | —     | 5.º           | 1.º           | 11.º          | 3.º    | 29.º          | —             | 6.º           | 36.º  | 14.º          | —             |               |               |
| Clásica San Sebastián  | Clásica San Sebastián  | —  | — | —             | —             | —             | —     | 138.º         | '5.º'         | 14.º          | 22.º   | 80.º          | 46.º          | '4.º'         | '2.º' | 28.º          | —             |               |               |
| Cyclassics Hamburg     | Cyclassics Hamburg     | X  | X | X             | X             | X             | X     | X             | X             | X             | —      | —             | 29.º          | 17.º          | 15.º  | 35.º          | —             |               |               |
| París-Tours            | París-Tours            | —  | — | —             | —             | 108.º         | '4.º' | —             | 83.º          | '2.º'         | 14.º   | '1.º'         | 24.º          | '9.º'         | '2.º' | 15.º          | —             |               |               |
|                        | Giro de Lombardía      | —  | — | —             | —             | —             | 27.º  | —             | 34.º          | —             | —      | —             | —             | 14.º          | 17.º  | Ab.           | —             |               |               |
| JJ. OO. (Ruta)         | JJ. OO. (Ruta)         | ND | — | No se disputó | No se disputó | No se disputó | —     | No se disputó | No se disputó | No se disputó | 33.º   | No se disputó | No se disputó | No se disputó | —     | No se disputó | No se disputó | No se disputó | No se disputó |
| Mundial en Ruta        | Mundial en Ruta        | —  | — | Ab.           | —             | Ab.           | —     | '6.º'         | 28.º          | —             | —      | 18.º          | 49.º          | 41.º          | 19.º  | 30.º          | —             |               |               |
| URSS en Ruta           | URSS en Ruta           | —  | — | —             | —             | 1.º           | X     | X             | X             | X             | X      | X             | X             | X             | X     | X             | X             |               |               |
| Bélgica en Ruta        | Bélgica en Ruta        | —  | — | —             | —             | —             | —     | —             | —             | —             | —      | —             | 9.º           | —             | 36.º  | 19.º          | —             |               |               |

## Reconocimientos
- 3.º puesto en la Bicicleta de Oro (1999).
- Trofeo Ruban Jaune (1997).